# Put svile
Put svile ili Svileni put naziv je za mrežu karavanskih puteva čiji glavni cilj je bio povezivanje sredozemlja s istočnom Azijom. Ovaj naziv je prvi koristio njemački geograf Ferdinand von Richthofen 1877. god., iako su još Bizantinci koristili sličan naziv. 
Ovom mrežom karavanskih puteva se od približno 2. st. pr. Kr. do 16. st. odvijala euroazijska trgovačka razmjena između istoka i zapada, tj. Kine i Europe, a koja je povezivala sjevernu Kinu sa središnjom Azijom te odatle, preko Perzije, s istočnim Sredozemljem. Trgovalo se svilom i ostalim rijetkim proizvodima (staklo, drago kamenje, plemenite kovine kao što su zlato i srebro, minerali poput salmijaka i žada, nakit, porculan, miomirisi, začini i egzotični plodovi), a trgovali su posrednici koji su se oslanjali na sofisticiran sustav kreditnog povjerenja utemeljen na klanskom srodstvu. 

## Nastanak i povijest
Još u najstarija vremena postojale su veze između Kine i Europe. Zasnivale su se na razmjeni trgovačke robe, omogućavale diplomatske kontakte i doprinosile spoznajama o drugim kulturama. Te veze nisu bile kontinuirane, odvijale su se uglavnom preko posrednika i uvijek nanovo bile prekidane i na duže vrijeme kada su trgovina, promet i razmjena informacija bili ometani.
Odlučujuća politička pretpostavka za potpuno otvaranje istočnog kraja Puta svile bila je kineska ekspanzija prema zapadu. U vrijeme vladavine cara Han Vua (Vu Di) (141. – 87. pr. Kr.) (dinastija Han) carstvo se gotovo udvostručilo. Na opasnosti na granicama reagirao je osvajanjem neprijateljskih područja. Njegove vojske prodirale su daleko na sjever, jug i zapad, osvajajući brojne susjedne države. Pobjeda nad Čing-nuima donijela mu je konačnu kontrolu nad središnjom Azijom. Vuova vojska zauzela je Pamir i Fargonu, i time su mogli biti otvoreni putovi između Kine i Zapada. Trgovina putom svile je procvala, a u glavni grad carstva Han dolaze luksuzna roba i putnici sa Zapada.
Dok je sad istočni dio puta bio relativno siguran, dugi sukobi između Rimljana i Parta prijetili su da zapadni dio puta svile pretvore u bojno polje. August uspijeva diplomatskom spretnošću sklopiti na neko vrijeme mir s Partima, što čini i zapadni dio ceste sigurnijom, pa trgovina s Dalekim istokom ponovo oživljava.
Put svile doživljava novi procvat u vrijeme dinastije Tang (618. – 907.) kada ona oduzima Perzijancima prevlast na putu svile. Drugi car dinastije Tang, Tang Taizong, dovodi pod svoju kontrolu velike dijelove središnje Azije kao i Tamirsku zavalu. Bizantinci uspijevaju vratiti dijelove svojih ranijih posjeda u Aziji, i time si osiguravaju pristup putu svile. Bizant ostaje glavno trgovište za robu s istoka. U razdoblju "pet dinastija" unutrašnja stabilnost dinastije Tang nije se mogla održati, pa susjedni narodi ponovo napadaju karavane.
Odlučujući doprinos direktnom povezivanju Azije i Europe dali su Mongoli u 13. stoljeću. Mongolska osvajanja omogućila su razdoblje redovnih i raznovrsnih kontakata. Čim bi u novoosvojenim područjima osigurali red i stabilnost, Mongoli su uspostavljali kontakte sa strancima. Usprkos svojoj ogromnoj želji za osvajanjem i vlašću, bili su gostoljubivi prema stranim putnicima, pa i u slučajima kad su putnici bili iz zemalja čiji vlastodršci nisu priznavali mongolsku vlast. U to vrijeme ponovo dolazi do intenzivnog porasta razmjene roba, ljudi i znanja.
Mongolsko carstvo nije bilo dugovječno. Već 1262. počinje raspadanje tog divovskog carstva, iako je istočni dio pod vladavinom Kublaj-kana ostao stabilan duže vrijeme. Kineski nacionalizam je ponovo oživio. 1368. se u Kini prekida vladavina stranaca dolaskom na vlast dinastije Ming koja je zastupala agresivnu politiku prema mongolskim plemenima. Usprkos miru u vrijeme vladavine Mongola tim područjima, trgovina duž puta svile nikada više nije dosegla obujam kao u vrijeme Tang dinastije. Trajno opadanje značenja puta svile počelo je još u vrijeme dinastije Song, a poticaj tom padu dao je porast kineske pomorske trgovine kao i velike carinske dažbine koje su zahtijevali Arapi.
Slijedom toga nastaju nova trgovinska središta u jugoistočnoj Aziji.
Na pomorskim putovanjima nije bilo opasnosti dugih kopnenih putovanja i troškova za posrednike. S porastom ekspanzije europskih pomorskih sila na početku novog doba put svile konačno gubi značenje. Trgovinu putom svile zamjenjuju brodovi, a kineski trgovci svojim džunkama dolaze do Indije i Arabije. Od vremena dinastije Song Europljani su bili jako ograničeni u trgovanju s Kinom. U vrijeme pomorske ekspanzije jedan od glavnih ciljeva bio je ponovo otkriti morski put do bajkovitog Kitaja (Kina). Tek 1514. Portugalci stižu do Kine i brzo uspostavljaju živu trgovinu, koju kasnije preuzima Španjolska. Od sredine 16. stoljeća Kina izvlači najveću dobit od europskih kolonija u novom svijetu (Amerika). Oko 70% tamo dobivenih plemenitih kovina prebacivalo se u Kinu, kako bi se u Kini kupila roba za Europu. S vremenom, brodovi trgovinskih kompanija zamjenjuju put svile kao vezu s istočnom Azijom za nabavu luksuzne robe i umjetničkih predmeta za plemstvo u Europi.
U najnovije vrijeme put svile ponovo dobiva na značenju. Gradnja putova, potaknuta otkrićem velikih nalazišta nafte u tim područjima, olakšala je pristup tim neprijaznim, divljim područjima koja se industrijaliziraju. Ponovo se otvaraju trgovinski putovi, a postaju značajni i za turizam.

## Međukontinentalna razmjena putom svile
Putom svile nisu se kretale samo robe kao začini, svila, staklo i porculan. S trgovinom su putovale i religije i kulture. Tako je putom svile u Kinu i Japan došao i budizam i tu postao prevladavajuća religija. I kršćanstvo je tim putem došlo do tadašnjeg glavnog grada, kako je dokumentirano na jednoj kamenoj ploči u današnjem Xi'anu. Duž puta svile su do Arapa, a od njih kasnije i u Europu stigli znanje o papiru i barutu.

### Trgovina
Za Zapad je svila bila najvažnija trgovačka roba koja je prolazila Putom svile. Cijeli put je upravo i dobio ime po tom proizvodu. No, to ime iskrivljuje stvarnost trgovine, jer su osim svile tim trgovačkim putom razmjenjivane i druge robe. Karavane koje su išle prema Kini nosile su, između ostalog, zlato, bjelokost, drago kamenje i staklo. Iz Kine prema Europi prevoženi su prije svega krzno, keramika, žad, bronca, lak i željezo. Uz put, dio tih dobara zamjenjivan je, i mijenjao je više puta vlasnike prije nego što bi stigao na krajnje odredište. Pored svile, sve do novijeg vremena su vrlo važna roba za razmjenu s jugoistočnom Azijom bili začini. Koristilo ih se ne samo kao začine, nego i kao lijekove, anestetike, afrodizijake, parfeme ali i za pripremu "čarobnih napitaka".
No, svila je ipak bila najvažniji kineski proizvod. Razvoj tkanja svile može se pratiti unatrag sve do 2. tisućljeća prije Krista. Proizvodnja svile u količinama dostatnim i za izvoz razvila se tek završetkom "vremena posvađanih carstva" u 3. stoljeću prije Krista. U to vrijeme je svila bila iznimno rijedak materijal na Zapadu, kao purpur i staklo ubrajala se u luksuznu robu Rimskog Carstva. Skromnu količinu ovog skupocjenog materijala mogli su si priuštiti tek najbogatiji. U vrijeme Augustovog mira, kad je i zapadni dio puta svile bio siguran, rimski gornji sloj izražavao je povećanu "glad" za svilom, začinima i draguljima, htjelo se oponašati bogati stil života Dalekog istoka.

### Organizacija trgovine
Veliki problem je bila sigurnost trgovačkih putova. Od Kine do Egipta razbojnici su napadali karavane na najužim mjestima puta, otimajući im robu. Zbog toga je carstvo Han dodjeljivalo karavanama posebnu vojnu pratnju, a i produžili su kineski zid uz karavanski put.
Organizacija međukontinentalne trgovine bila je vrlo zahtjevna. Trebalo je na jednom mjestu okupiti tisuće životinja, veliki broj goniča i tone trgovačke robe, a onda sve to pokrenuti. Uz to, trebalo je brinuti o očuvanju života ljudi i životinja na dugom putu uz teške klimatske i zemljopisne uvjete. Trgovci obično nisu putovali cijelim putem da bi prodali robu. Trgovina se odvijala preko više posrednika. Dok su zapadni dio puta svile dugo kontrolirali Parti, a kasnije Sasanidi, u središnjim dijelovima Azije razmjenom su dominirala prije svega nomadska plemena. Kao prijevozno "sredstvo" veliki, vjerojatno i najveći, značaj imale su dvogrbe deve podrijetlom iz središnje Azije. Njihova prednost pred jednogrbim je ta što su manje osjetljive na temperature a imaju i zimsko krzno. Tim osobinama su dobro prilagođene obilježjima kontinentalne klime koja vlada stepama i brdskim područjima s velikim visinskim razlikama. Zbog tih osobina dvogrbe deve se koriste od početka trgovinskih odnosa.

### Razmjena kultura i tehničkih novosti
Razmjena tehničkih dostignuća, kulturnih dobara i ideologija događala se manje smišljeno i sporije od razmjene roba. Daleka putovanja svih vrsta, bilo iz komercijalnih, političkih, diplomatskih ili misionarskih razloga, poticali su kulturnu razmjenu između različitih društava. Pjesme, priče, religiozne ideje, filozofski nazori kao i znanstvene spoznaje razmjenjivale su se između putnika. Značajne tehnike, kao proizvodnja papira i tiskanje knjiga, kemijski procesi kao destilacija i učinkovitija konjska oprema i jahaći stremen proširili su se Azijom.

### Širenje vjera putem svile
Naročito dugotrajno dobro koje se širilo putom svile bile su vjere. Tako je na primjer sjevernim putom budizam stigao iz Indije u Kinu i Japan, uglavnom u vrijeme Sjeverne Vei dinastije u 4. i 5. stoljeću. Širenje kršćanstva istočno od Male Azije - s manjim iznimkama - bilo je moguće tek s početkom sasanidskog carstva u 3. stoljeću. Iako kršćanstvo nije nikada postalo prevladavajuća vjera u središnjoj i istočnoj Aziji, put svile korišten je za prodiranje do kineskih granica. U vrijeme Mongolskog Carstva nestorijansko kršćanstvo, poteklo od grčkog teologa Nestorija, bilo je kulturno oružje s kojim se moralo računati (vidi: Asirska Crkva Istoka).
Širenje kršćanstva bilo je puno skromnije u usporedbi s islamom koji je daleko nadmašio sve druge religije.
Nakon Muhamedove smrti 632. godine islam se brzo širi Arabijom, a u sljedećih sto godina osvaja jednu po jednu stare rimske provincije: prvo Siriju, zatim Egipat pa cijelu sjevernu Afriku. Uskoro zapadni kraj puta svile, a time i kontrola ukupne transazijske trgovine, dolazi pod islamsku kontrolu. Nakon osvajanja Perzijskog carstva nastavlja se prodiranje islama prema istoku. U početku se širi gradovima duž puta svile, a kasnije i u njihovoj širu okolici. I u središnjoj Aziji, Kini i Bengalu te kasnije i u Indoneziji nastaju muslimanske zajednice, ali bez vojnog osvajanja ili političke apsorpcije.
Putem svile širili su se i zoroastrizam i manihejstvo, oboje perzijskog podrijetla.

### Širenje bolesti
Poput religioznih ideja ili kulturnih dobara, putom svile prenosile su se i bolesti i infekcije. Putnici su pomagali uzročnicima širenje u populacije koje nisu imale ni naslijeđen ni stečeni imunitet na bolesti koje izazivaju. Tako je dolazilo do epidemija koje su mogle imati dramatične posljedice.
Najpoznatiji takav slučaj širenja bolesti potom svile s vrlo ozbiljnim posljedicama bilo je izbijanje kuge u 14. stoljeću: U Kini kuga izbija 1330. Ova smrtonosna bolest koja napada glodavce, a sa životinja na ljude ju prenose buhe, i vrlo je zarazna. Dugo vremena se kuga pojavljivala samo u južnokineskoj pokrajini Junan. Početkom 14. stoljeća mongolske postrojbe raznose zaražene buhe velikim dijelovima Kine. Dalje se kuga brzo širi putom svile i stiže trgovačkim brodovima iz Kaffe na poluotok Krim 1348. a zatim i u srednju Europu. Ovako brzo širenje kuge posebno je bilo potpomognuto trgovinom krznima.

## Značenje puta svile danas
Put svile danas ima još samo romantično, pustolovno značenje. Putovanja "tragom Marka Pola" privlače sve veći broj turista u ova zabačena područja. Kina je vrlo brzo spoznala veliki turistički potencijal tih područja, što je rezultiralo restauriranjem raznih objekata i spomenika kulture duž Puta svile, a brigu o tim objektima vode službene instance. Pored toga, arheološkim iskapanjima pokušava se ući u trag načinu života ovih područja u tom vremenu. Putnici duž Taklamakan pustinje sreću prije svega ruševine gradova i ostatke spilja. No, najvažnija zanimljivost je stanovništvo i njihov do danas sačuvan isti način života.
Koridor Chang'an-Tianshan je mreža putova na putu svile koji se oko 5.000 km protežu od drevne kineske prijestolnice dinastija Han i T'ang, Chang’ana/Luoyanga (danas Xi'an, Shaanxi, Kina), do srednjoazijske pokrajine Zhetysu na gorju Tanšan (Kirgistan i Kazahstan). Niz 33 lokaliteta na koridoru Chang'an-Tianshan su upisani na UNESCO-ov popis mjesta svjetske baštine u Aziji 2014. godine.
Koridor Zarafšan-Karakum, jedan od njegovih najvažnijih dionica duljine od 866 km u surovim planinama, plodnim riječnim dolinama i nenastanjivoj pustinji, također je upisan na UNESCO-ov popis mjesta svjetske baštine u Aziji 2023. godine. Ovaj koridor od istoka ka zapadu prati rijeku Zarafšan i nastavlja se prema jugozapadu, prolazi kroz Tadžikistan, Uzbekistan i Turkmenistan, prolazeći kroz tri mjesta svjetske baštine: Samarkand, Buharu i oazu Merv u pustinji Karakum.  
O Putu svile, inspirirani ponajprije Aleksandrom Velikim i Markom Polom, pisali su hrvatski putopisci: Željko Malnar (U potrazi za Staklenim gradom, s Bornom Bebekom, 1986.), Boris Veličan (Odavde do Tralala: putovanje Svilenom cestom, 2009.) i Jasen Boko (Na Putu svile, 2009.; Za Aleksandrom Velikim u srce Azije, 2014.).
Put svile nadahnuće je i brojnim umjetnicima pa je tako, na primjer, hrvatska književnica Jasna Horvat napisala dva romana "blizanca" koji tematiziraju posljednju godinu boravka Marka Pola u namjesništvu Kublaj-kana. Prvi od njih (Vilikon, Naklada Ljevak, 2012.) kanu približava Markovu povezanost s vilama, a drugi (Vilijun, Naklada Ljevak, 2016.) Kublaj-kanu donosi opise gradova na Putu svile kao i samog Kanova carstva. Hepening Vilijun nagrađen je nagradom FUL KULTURNO 2018. koju dodjeljuje Superbrands Hrvatske za nabolje brendirani niskobudžetni događaj u kulturi.